# US Indoors 1980
Lo US Indoors 1980 è stato un torneo di tennis giocato sul sintetico indoor. È stata la 73ª edizione del torneo, che fa parte del WTA Tour 1980. Si è giocato a Minneapolis negli USA dal 29 settembre al 5 ottobre 1980.

## Campionesse

### Singolare
Tracy Austin ha battuto in finale  Dianne Fromholtz Balestrat con il punteggio di 6–1, 2–6, 6–2

### Doppio
Ann Kiyomura /  Candy Reynolds hanno battuto in finale  Anne Smith /  Paula Smith con il punteggio di 6–3, 4–6, 6–1